# Zappendorf
Zappendorf ist eine Ortschaft der Einheitsgemeinde Salzatal im Saalekreis in Sachsen-Anhalt in Deutschland.

## Geografie
Durch Zappendorf fließen die Bäche Salza, Würde und Laweke. Die Stadt Halle ist etwa 15 Kilometer von Zappendorf entfernt.

### Ortschaftsgliederung
Die Ortschaft Zappendorf setzt sich aus den Ortsteilen Zappendorf, Köllme und Müllerdorf zusammen.

## Geschichte
1211 wurde Zappendorf erstmals erwähnt. Der Bergbau war lange Zeit einer der wichtigsten Wirtschaftszweige, ist aber heute vollständig eingestellt worden. Zappendorf gehörte zum Oberamt Friedeburg im Distrikt Schraplau der Grafschaft Mansfeld. Bei der Teilung der Grafschaft Mansfeld 1738/80 kam der Ort zu dem Anteil, den das preußische Herzogtum Magdeburg erhielt. Mit dem Frieden von Tilsit wurde Zappendorf im Jahr 1807 dem Königreich Westphalen angegliedert und dem Distrikt Halle im Departement der Saale zugeordnet. Er kam zum Kanton Fienstedt. Nach der Niederlage Napoleons und dem Ende des Königreichs Westphalen befreiten die verbündeten Gegner Napoleons Anfang Oktober 1813 das Gebiet.
Bei der politischen Neuordnung nach dem Wiener Kongress 1815 wurde Zappendorf im Jahr 1816 dem Regierungsbezirk Merseburg der preußischen Provinz Sachsen angeschlossen und dem Mansfelder Seekreis angegliedert.
Am 20. Juli 1950 wurden Müllerdorf und Köllme nach Zappendorf, nun mehr im Saalkreis, eingemeindet. Mit der zweiten Kreisreform kam Zappendorf am 25. Juli 1952 in den neu zugeschnittenen Saalkreis (im Bezirk Halle), der am 1. Juli 2007 im Saalekreis aufging.
Bis zur Neubildung der Einheitsgemeinde Salzatal am 1. Januar 2010 war Zappendorf eine selbständige Gemeinde in der Verwaltungsgemeinschaft Westlicher Saalkreis. Ortsbürgermeister von Zappendorf ist Maik Rose.

## Religion

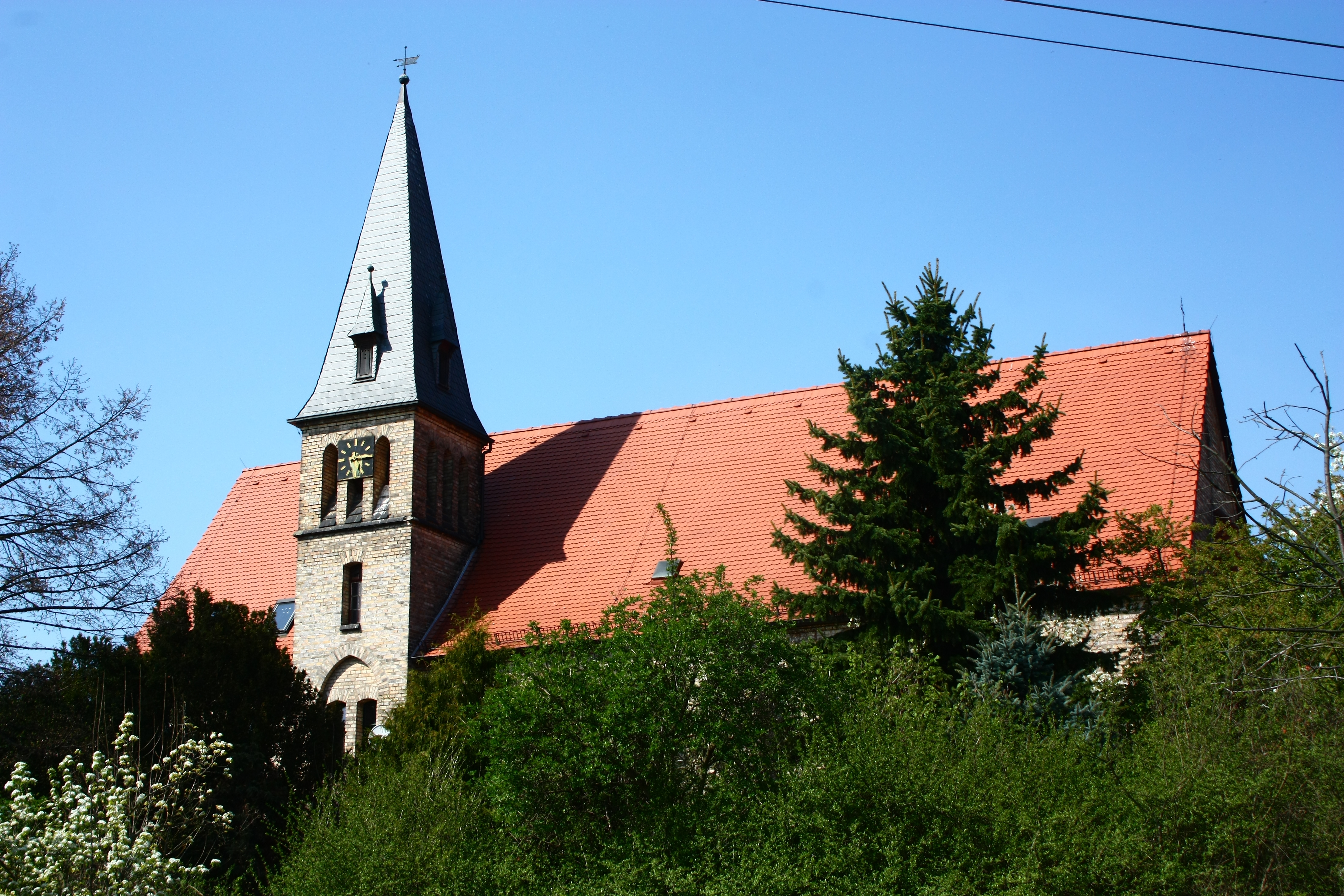
St.-Elisabeth-Kirche

Evangelisch-lutherische Einwohner gehören zum Kirchengemeindeverband Zappendorf-Salzmünde mit den Kirchengemeinden Köllme und Müllerdorf, im Kirchenkreis Halle-Saalkreis der Evangelischen Kirche in Mitteldeutschland. Römisch-katholische Einwohner gehören zur Pfarrei „Carl Lampert“ mit Sitz in Halle (Saale) im Bistum Magdeburg.
In Zappendorf steht die katholische St.-Elisabeth-Kirche, evangelisch-lutherische Kirchen befinden sich in den Ortsteilen Köllme (St. Maria) und Müllerdorf (St. Peter).

## Wappen
Blasonierung: „Von Silber über Rot geteilt; oben balkenweise drei grüne Weinstöcke mit je zwei roten Trauben, der mittlere mit fünf, die beiden äußeren mit je vier grünen Blättern; unten ein silbernes Mühlrad mit acht Speichen und acht Zähnen.“

## Kultur und Sehenswürdigkeiten

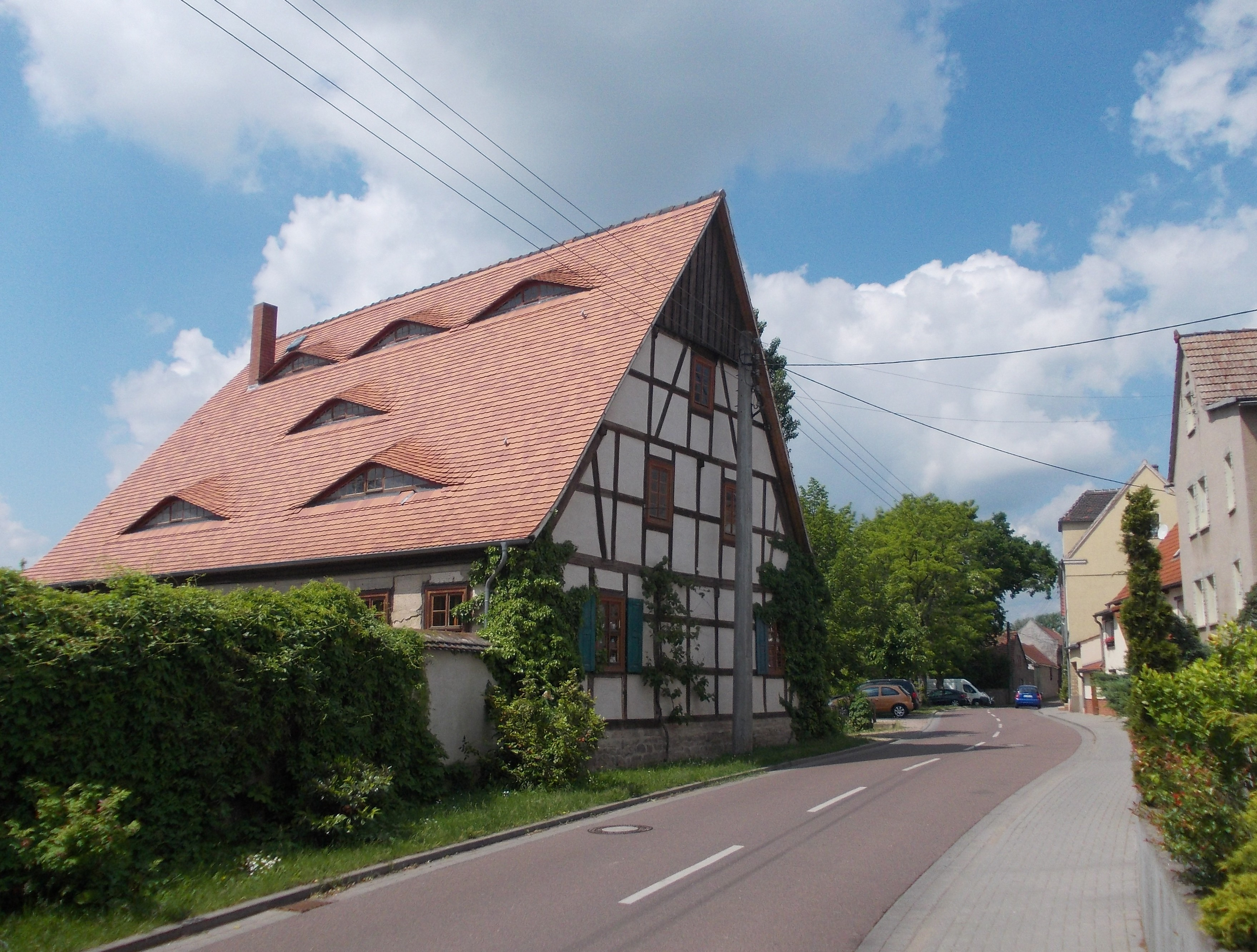
Die ehemalige Zappendorfer Wassermühle

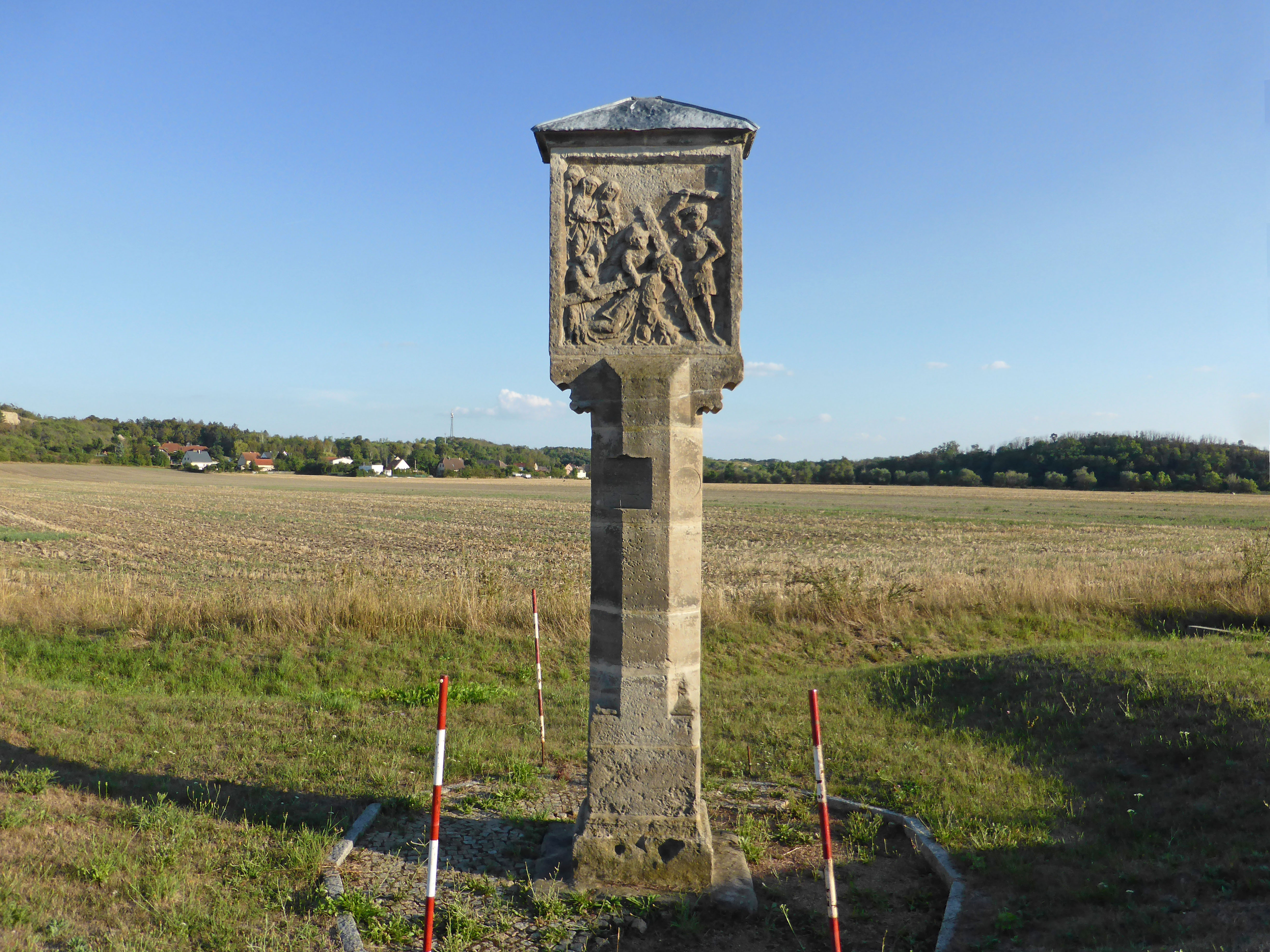
Betsäule

Der Ort ist Mitglied im Verband Naturpark Unteres Saaletal e. V. und der Weinstraße Mansfelder Seen.
2003 als auch 2014 errang Zappendorf den Titel „schönstes Dorf im Saalekreis“. Der gewonnene 9. Kreiswettbewerb „Unser Dorf hat Zukunft“ machte den Weg frei zur Teilnahme am Landeswettbewerb 2015.
In einem der Bauernhöfe des Ortsteils Müllerdorf befindet sich das Heimatmuseum Zappendorf, ein gut besuchtes Heimat- und Landwirtschaftsmuseum mit vielseitigen Angeboten.
Als Sehenswürdigkeiten gelten die drei Kirchen, die drei Mühlen, Händels Weinberg, die Betsäule (in Form eines Bildstocks aus dem frühen 16. Jahrhundert) und die Kalkbrüche. Zahlreiche Wanderrouten, darunter auch der Europäische Fernwanderweg E11, machen den Ort attraktiv.
Der Friedhof Zappendorf ist als Kulturdenkmal in der örtlichen Denkmalliste aufgeführt. Besonders erwähnenswert ist hier das Grabmal des Mühlenbesitzers Franz Tannroth von 1886.
Um den Ort herum existieren zahlreiche Schutzgebiete: LSG Laweketal, NSG Muschelkalkhänge und das NSG Salzatal. Höchste Erhebung ist der Hügelberg (143 m).

## Wirtschaft und Infrastruktur
In der Ortschaft Zappendorf sind neben einer Bäckerei, eine Fahrschule, zwei Bauunternehmen, drei Fleischereien sowie ein kleiner Einzelhandel angesiedelt. In einem externen Gewerbegebiet, das fernab von Ortskernen am Schauchenberg bebaut wurde, befinden sich neben einer Autolackerei eine Müllverwertungsanlage und ein Solarpark.